# کاوکانا-پئوله
کاوکانا-پوله شهری در شهرستان زیمتنگا در استان بام در بورکینافاسوی شمالی است و جمعیت آن ۳۰۰ نفر است.